# بانو
بانو یک واژه و عنوان پارسی است که از دیرباز به جهت احترام، در ابتدا یا انتهای نام زنان بزرگ ذکر می‌شده است. اصل این واژه از بانوگ (bānūg) در پارسی میانه بوده است. واژهٔ بانو می‌تواند به یک «ملکه» یا حتی به سادگی، به یک «زن» اشاره داشته باشد. جمع این واژه به صورت «بانوان» یا «بانویان» می‌باشد. بانو در اصل مشابه «لیدی» و سابقاً یک عنوان اشرافی بوده است؛ اما (به مرور) تا امروز به صورت جایگزینی برای واژهٔ ترکی خانم رایج شده و ممکن است به صورت یک عنوان خطاب به‌کار برود.
دربارهٔ پیشینه و معنای واژهٔ بانو نظریات گوناگونی وجود دارد. کاربرد این کلمه از زمان هخامنشیان ثبت شده و بارها در اسناد ساسانی ذکر شده است. به احتمال زیاد، بانوگ عنوانی با معنی اصلی «درخشان» یا «روشنی‌بخش» و معنی مجازی «بزرگ» و «زیبا» برای زنان محترم و والاتبار بوده است. علاوه بر منابع باستانی و ادبیات زرتشتی به پارسی میانه، این کلمه در لقب بعضی از ایزدبانوان هند و ایران و همراه نام همسران شاهان، امیران و بزرگان جوامع ایرانی‌مآب دیده می‌شود. بانو در شعر و ادبیات فارسی با معنی زن بزرگ یا ملکه، کاربرد فراوان دارد. همچنین بانو یکی از پرکاربردترین اجزا در نام‌های مرکب زنانهٔ فارسی بوده است.

## واژه‌شناسی
بانو واژه‌ای پارسی در اشاره به زنان است. اصل این واژه، بانوگ (bānūg) در پارسی میانه بوده است. این واژه با واژگان عربی «رئیسه» و «سیده» و ترکی «خانم»، «خاتون»، «بیگم» و «بیگه» قرابت معنایی دارد. دهخدا دربارهٔ اجزاء آن می‌نویسد: «گمان می‌کنم از بان به معنی حارس و حافظ و دارنده و امثال آن است و واو علامت شفقت یا تأنیث یا تصغیر است.» به نوشتهٔ فرهنگ ناظم‌الاطبا، جمع این واژه به صورت «بانوان» یا «بانویان» می‌باشد. صورت جمع دیگر این واژه (به رسم پارسی پهلوی) «بانوان بانو» می‌باشد که به گفتهٔ دهخدا عنوان ملکه‌های اشکانی بوده است. به نوشتهٔ فرهنگ نظام: «[بانو] خانم و خاتونی است که زن محترمه باشد.» از ترکیب واژهٔ شاه و شهر با بانو، واژگان شاه‌بانو (یا شهبانو) به معنی «ملکه» یا شهربانو به معنی «بانوی کشور» به وجود آمده است. هیچ پیشوندی برای واژهٔ بانو در زبان پارسی باستان یافت نمی‌شود. احتمالاً این کلمه مخفف خودمانی واژهٔ «بانبشن» در پارسی میانه به معنای ملکه می‌باشد.

## ریشه‌شناسی
دربارهٔ پیشینه و معنای واژهٔ بانو نظریات گوناگونی وجود دارد که هیچ‌یک قطعی نیستند؛ اما نظر مرجح این است که این واژه به شهادت الواح عیلامی در تخت جمشید در ترکیب نام چندین زن و مرد در دوره هخامنشیان و نیز در ترکیب نام چند تن از شاهان اشکانی دیده می‌شود. در زبان سانسکریت واژهٔ bha-nu به معنی «روشنی» یا «خورشید» وجود دارد که در ترکیب bhanu-mati به معنی زن زیبا و شایسته نیز دیده می‌شود. همچنین در زبان اوستایی در ساخت چندین واژه مرکب از ریشهٔ با (ba) به معنی «درخشیدن»، نسبت دارد. از این ریشه در زبان‌های ایرانی نوین، بُن به معنی «روز» در زبان آسی و بام و بامداد به معنی «صبح پگاه» در فارسی و نیز در بامی یا بامیگ که صفت شهر بلخ و به معنی «خاوری» یا «روشن» است دیده می‌شود. از این‌رو، ایرج پروشانی در دانشنامه جهان اسلام معتقد است که: «به احتمال زیاد، بانوگ عنوانی با معنی اصلی درخشان یا روشنی‌بخش و معنی مجازی بزرگ و زیبا برای زنان بزرگ و والاتبار بوده است. کاربرد لقب کَدَگْ اَفروز به معنی خانه افروز یا روشنی‌بخش خانه در توصیف سرآمد زنان در کتاب مینوی خرد و نیز ترکیبات کنایی هفت بانو (سیّارات سبع) و شش بانو (سیارک ماه و پنج سیاره عطارد، زهره، مریخ، مشتری و زحل) را می‌توان مؤید این فرض دانست.»

## کاربرد

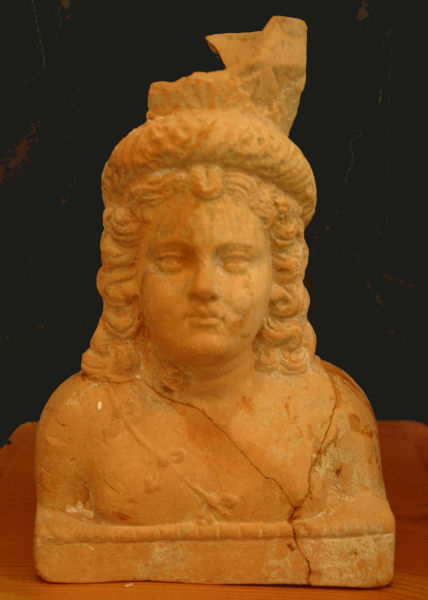
نیم‌تندیس یک بانوی اشکانی

قدیمی‌ترین کاربرد در دسترس واژهٔ بانو در یکی از الواح تخت جمشید به خط عیلامی به صورت بانوکا (ba-nu-ka) است که ظاهراً در خطاب آتوسا به‌کار رفته است. این کلمه به زبان پارتی و پارسی میانه چندین‌بار در کتیبه شاپور یکم در کعبه زرتشت در معرفی زنان دربار شاهنشاهی استفاده است. در همان‌جا و نیز در کتیبه نرسی در پایکولی، آناهید (آناهیتا) ایزدبانوی آب، با صفت «بانوگ» خطاب شده است. این واژه همچنین در کتیبه کرتیر در کعبه زرتشت با اشاره به آتشکدهٔ «آناهید بانوگ» (بانو آناهیتا)، در لقب سپندارمذ ایزدبانوی زمین به صورت «کَدَگْ بانوگِ وَهِشت» (کدبانوی بهشت) و دست کم بر روی دو مهر از روزگار ساسانیان ثبت شده است. در اوایل دوره ساسانیان و مطابق کتیبهٔ شاپور در کعبه زردشت، بانوگ در سلسله مراتب زنان بزرگ دربار، در مرتبهٔ سوم (چهارم؟) پس از «بانْبِشْنان بانْبِشْن» (شهبانوی شهبانوان)، «شهربانبشن» (شهبانوی کشور) و «بانبشن» (شهبانو) قرار داشته و در آنجا برای چهار تن به‌کار رفته است: شخصی به نام یَزدبَد با مقام «بانوگان هَنْدَرْزبَد» (اندرزبد بانوان) که مشاور و مرشد روحانی زنان دربار بوده است، نرسه‌دخت با عنوان «سَکان بانوگ» (بانوی سکاها)، «چَشْمَگ بانوگ» زنی والامقام از درباریان و «مِردود بانوگ» مادر خود شاپور.
واژهٔ بانو گاهی ممکن است به سادگی به معنای «ملکه» یا «شاه‌زن» به‌کار برود. به گفتهٔ دهخدا، «بانوان بانو» عنوان ملکه‌های اشکانی بوده است. به نوشتهٔ ایرانیکا، بانو در اصل مشابه «لیدی» و یک عنوان اشرافی بوده است؛ اما (به مرور) تا امروز به صورت جایگزینی برای واژه ترکی خانم رایج شده است. دو مورد از مشهورترین ترکیبات همچنان رایج با واژه بانو، کدبانو (katak-bānūk) به معنی «بانوی خانه» و شهبانو (shahbānū) به معنی «همسر شاه» یا «ملکه» هستند که مورد دوم در دوران سلسله پهلوی، جایگزین واژهٔ عربی ملکه به صورت عنوان سلطنتی فرح پهلوی شد. از دیگر ترکیب‌ها با واژهٔ بانو، اصطلاحاتی چون موارد زیر پدید آمده است:
- بانوی حصاری: کنایه از زنی که در حصار باشد و بیرون نیاید و گاه مقصود از زنان زیبایی است که از حصار (شهری در ماوراءالنهر) می‌آورده‌اند.
- بانوی حرم: معشوقه‌ای که در چهاردیواری حرم‌سرا محبوس و محصور باشد که کاربرد رمانتیک دارد.
- کدبانو: به معنی بانوی خانه یا خانم خانه که از ترکیب دو واژهٔ کد (به معنی خانه)+بانو ساخته شده است.
- بانوی ختن: کنایه از ملکه چین یا ملکه سرزمین‌های مشرق است.
- بانوی کوه: صدایی که از آواز در کوه پیچد و برگردد که در افسانه‌های قدیم آن را به بانویی نسبت می‌دادند که در کوه پنهان شده و هر کوهی بانویی داشته است.
- بانوی مدائن: کنایه از شیرین (همسر خسرو پرویز) است.
- بانوی مشرق: کنایه از خورشید و آفتاب است.

از دیرباز، بانو اشاره به زن بزرگ‌زاده و ارجمند داشته و به شکل عنوانی احترام‌آمیز در ابتدا یا انتهای نام زنان بزرگ ذکر می‌شده است. علاوه بر در کتیبه‌های ساسانی و ادبیات زردشتی به پارسی میانه، در لقب بعضی از ایزدبانوان هند و ایرانی و همراه نام همسران شاهان، امیران و بزرگان دربار دیده می‌شود. این واژه در ادبیات فارسی و به ویژه در منظومه‌هایی مانند شاهنامه، ویس و رامین و خسرو و شیرین، به معنی زن بزرگ و ملکه کاربرد فراوان دارد. برخلاف بانبشن که ظاهراً استعمالش متروک شده و تنها در زبان ارمنی برجای مانده است، کلمهٔ بانو با همان معانی «زن» یا «زن بزرگ» یا «زن محترم» به زبان فارسی نو رسیده و کاربردش ادامه یافته است. اما در دوران اسلامی، در عنوان زنان شاهان و بزرگان کاربردی محدود یافت و از همان آغاز و به خصوص از روزگار فرمانروایی ترکان به بعد، تدریجاً عنوان‌های عربی، ترکی و مغولی مانند سِتّی، سیّده، حرّه، بی‌بی، خاتون، بیگم و خانم جایگزین آن شدند. در تداول امروز، برابر «خانم» و در زبان نوشتاری و رسمی، به خصوصاً در خطاب به زنان شوهردار آورده می‌شود. واژهٔ بانو بسیار در شعر و ادبیات پارسی به‌خصوص در میان شاعران سده‌های آغازین هجری با سبک خراسانی به‌کار رفته است. برخی نمونه‌ها:
| سَرِ بانوانی و زیبای تخت |  | فروزندهٔ فره و نام و بخت |
| — فردوسی               |  |                         |

| نشنیدستی که خاک زر گردد |  | از ساختهٔ کدخدا و کدبانو |
| — ناصر خسرو             |  |                         |

| به دختر چه خوش گفت بانوی دِه |  | که روز نوا برگ سختی بنه |
| — سعدی                      |  |                         |

| دل‌آشوبِ جهان بانوی ایران |  | تمنای شهان خاتونِ دوران |
| — نظامی                 |  |                        |

### در نام‌ها

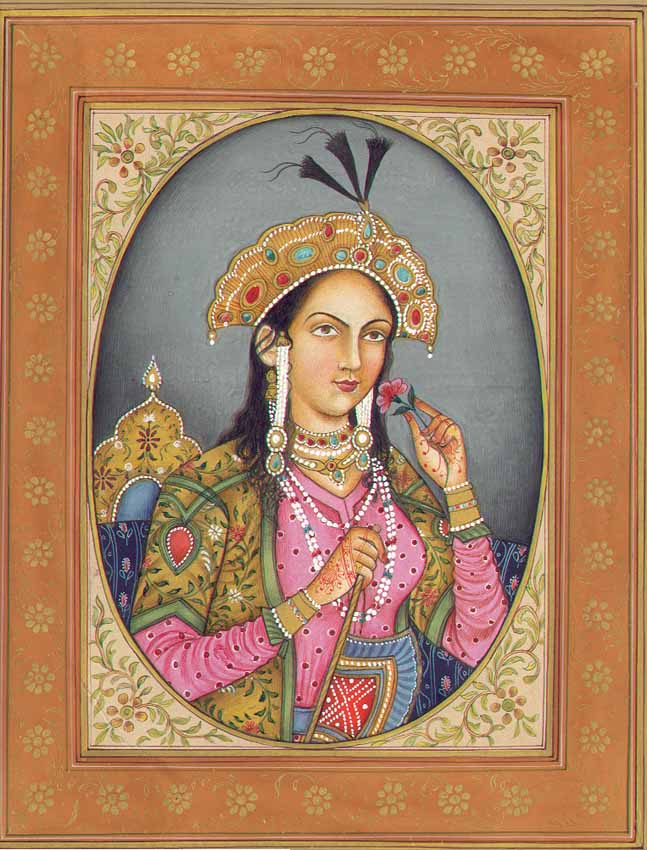
ارجمند بانو، ملکهٔ ایرانی هندوستان

بانو یکی از پرکاربردترین اجزا در نام‌های مرکب زنانهٔ فارسی بوده است. شهربانو، کیهان‌بانو، گوهربانو، مهربانو، ماه‌بانو، تاج‌بانو و مهین‌بانو برخی از این نمونه‌ها هستند. به نوشتهٔ ایرانیکا، در این موارد همیشه مشخص نیست که آیا بانو بخشی از نام است یا یک عنوان. این واژه در نام مشاهیرانی چون بانو ارم همسر رستم، بانوبیگم همسر همایون شاه گورکانی، ارجمند بانو همسر شاه جهان گورکانی، جهان‌زیب‌بانو دختر داراشکوه، بانوترکان همسر محمد بن سعد از اتابکان یزد، بانوجهان همسر امیر مبارزالدین محمد میبدی، پری‌بانو از شخصیت‌های اصلی داستان احمد و پری‌بانو، بانودخت مادر خسرو انوشیروان، شهربانو و جهان‌بانو به‌ترتیب دختر و خواهر یزدگرد سوم دیده می‌شود. نام دو دختر رستم زربانو و بانوگشسب (که به صورت گشسب‌بانو هم ذکر شده) بوده است.
نام بانو بر بعضی از آبادی‌های ایران مانند «بانو» در مهاباد و شهرکی در پارس، «بانوده» در هزار پی آمل، «بانوان» در بانه کردستان، «بانوصحرا» در کرج، «بانو کُندال» در چابهار و «بانوگشسب» در گچساران، همچنان باقی مانده است.